# Liste der Bodendenkmale in Hamersen
In der Liste der Bodendenkmale in Hamersen sind alle Bodendenkmale der niedersächsischen Gemeinde Hamersen aufgeführt. Die Quelle ist der Denkmalatlas Niedersachsen. 
Der Stand der Liste ist der 8. Dezember 2024.
Allgemein

Hamersen im Landkreis Rotenburg (Wümme)

In den Spalten finden sich folgende Informationen des Bodendenkmales:
Lagegeographische Koordinaten
BezeichnungBezeichnung lt. Denkmalatlas
BeschreibungBeschreibung lt. Denkmalatlas
IDObjekt-ID
BildBild, ggf. zusätzlich mit Link zu weiteren Fotos im Medienarchiv Wikimedia Commons.

## Hamersen
| Lage                        | Bezeichnung            | Beschreibung | ID       | Bild |
| --------------------------- | ---------------------- | --- | -------- | ---- |
| 53° 15′ 55″ N, 9° 27′ 52″ O | Hamersen 1, Grabhügel  | Durchmesser ca. 12 m und Höhe ca. 0,5 m. | 28982464 | BW   |
| 53° 15′ 54″ N, 9° 27′ 49″ O | Hamersen 3, Grabhügel  | Durchmesser ca. 12 m und Höhe ca. 0,5 m. Funde und Alter nicht bekannt. | 28982465 | BW   |
| 53° 15′ 57″ N, 9° 28′ 3″ O  | Hamersen 18, Grabhügel | Durchmesser ca. 13 m und Höhe ca. 0,7 m. Funde und Alter nicht bekannt. | 28982476 | BW   |
| 53° 15′ 33″ N, 9° 27′ 20″ O | Hamersen 22, Grabhügel | Durchmesser ca. 11 m und Höhe ca. 0,5 m. Funde und Alter nicht bekannt. | 28982474 | BW   |
| 53° 15′ 57″ N, 9° 28′ 3″ O  | Hamersen 25, Grabhügel | Durchmesser ca. 13 m und Höhe ca. 0,7 m. Funde und Alter nicht bekannt. | 28982476 | BW   |
| 53° 15′ 55″ N, 9° 27′ 48″ O | Hamersen 73, Grabhügel | Durchmesser ca. 17 m und Höhe ca. 1,2 m. An Ostseite durch Sandgrube abgetragen. Sicherungsarbeiten, die 1990 durchgeführt wurden, ergaben zwei parallele Steinbettungen und mehrere kleinere, in Steinsetzungen eingebettete Urnenbestattungen. Funde und Alter nicht bekannt. | 28982472 | BW   |
| 53° 15′ 55″ N, 9° 27′ 49″ O | Hamersen 74, Grabhügel | Durchmesser ca. 13 m und Höhe ca. 1 m. Funde und Alter nicht bekannt. | 28982473 | BW   |
| 53° 14′ 9″ N, 9° 29′ 27″ O  | Hamersen 76, Landwehr  | Landwehr über ca. 2,2 km Gesamtlänge im Verlauf der Gemarkungsgrenzen zwischen Hamersen bzw. Sittensen und Helvesiek. Beiderseits des Weges Hanschhorst–Appel zwei Teilstücke auf ca. 630 m L. erhalten mit Grenzwall, tiefem Graben an der Nordseite und kleinem Graben an der Südseite. Wall-H. 1 m, Wall-Br. 3–5 m, nach Norden hin Wall und Graben schmaler werdend, nach Süden hin Wall beschädigt. Im weiteren Verlauf nach Norden und Süden (moderne) Grenzgräben mit Aushub, z.T. noch verschliffene Wallreste. In Blatt Nr. 28 der Kurhannoverschen Landesaufnahme von 1769 verzeichnet. Dort bereits als „alte Landwähre“ bezeichnet und ist daher sicher wesentlich älter. Vermutlich diente die Landwehr zur Kontrolle der hier durch zahlreiche Wegespuren nachgewiesenen Verbindung von Scheeßel über Helvesiek und Hamersen zur Ostefurt westlich von Sittensen. | 28982470 | BW   |
| 53° 14′ 24″ N, 9° 30′ 28″ O | Hamersen 76, Landwehr  | | 36994239 | BW   |